# Astinenza sessuale
L'astinenza sessuale è l'abitudine a rinunciare a tutti gli aspetti che riguardano la sessualità umana. Generalmente lo si fa deliberatamente, per ragioni religiose o filosofiche, ma vi possono essere anche altri motivi, come ad esempio voler evitare gravidanze indesiderate, HIV ed altre malattie sessualmente trasmissibili o ragioni psicosociologiche (ad es., depressione, fobia sociale), non riuscire a trovare un partner sessuale (celibato involontario), esperienze passate negative, o per restrizioni imposte dalla legge come avviene nelle carceri e, generalmente, in quelle che vengono definite istituzioni totali.
Di astinenza sessuale si è discusso dall'antichità, sia per le relazioni omosessuali sia per quelle eterosessuali (si veda amore platonico).

## Castità prematrimoniale
Molte religioni e sistemi etici proibiscono la fornicazione, cioè gli atti sessuali fra persone non sposate fra loro: fra queste la maggior parte delle confessioni induiste, l'ebraismo, il cristianesimo e l'islam e storicamente molti sistemi giuridici e sociali. In tali contesti, l'astinenza sessuale era ed è prescritta per le persone non sposate. Il termine castità a volte è usato come sinonimo di astinenza sessuale, ma il concetto di castità muta in riferimento al ruolo della persona nella società. Nella maggior parte dei contesti culturali, etici e religiosi, il coito all'interno del matrimonio monogamo non è considerato una violazione della castità.

## Astinenza
L'astinenza sessuale per tutta la vita e almeno per un lungo periodo, spesso associata all'ascetismo religioso, si distingue dalla castità prematrimoniale. L'astinenza è spesso considerata come un atto di autocontrollo sopra la pulsione sessuale. La mostra di forza di carattere fa dell'astinente un esempio per chi non riesce a contenersi. Altre volte, l'astinenza è stata percepita come un grave disagio sociale praticato da coloro che rifiutano di stabilire un rapporto con il mondo materiale e fisico. Alcuni gruppi che propongono l'astinenza sessuale la considerano un mezzo essenziale per raggiungere una particolare condizione intellettuale o spirituale o ritengono che la castità permetta di conseguire l'autocontrollo o l'autocoscienza.
In molte religioni, la castità è richiesta per il clero. In alcune religioni poi, compreso il cattolicesimo e altre confessioni cristiane, il celibato è richiesto ai sacerdoti e ai religiosi.

### Astinenza come stile di vita
Sebbene molte persone si astengano dai rapporti sessuali per ragioni complesse come la religione o la moralità, altre persone praticano l'astinenza sessuale come semplice possibilità. Le persone che compiono questa scelta possono avere una repulsione per il sesso (antisessualità) o possono essere semplicemente non interessati ad esso (asessualità). Possono ritenere il sesso una parte non necessaria della vita umana. Come per altre scelte di vita, questo atteggiamento verso il sesso può variare grandemente. Alcuni ammettono il sesso per la riproduzione, alcuni sono coinvolti in relazioni romantiche e altri praticano la masturbazione.

### L'astinenza vista dalla medicina del passato
Lungo la storia e soprattutto prima del XX secolo, vi fu chi ritenne che l'astinenza sessuale potesse portare considerevoli vantaggi per la salute. Per i maschi, la mancanza di astinenza si pensava potesse portare a una riduzione della vitalità. In tempi moderni, l'argomento fu affrontato in termini biologici, sostenendo che la mancanza di liquido seminale provocasse un impoverimento di nutrienti come la lecitina e il fosforo, che si trovano ad alti livelli nel cervello. La conservazione del liquido seminale servirebbe al loro riassorbimento nella circolazione sanguigna e aiuterebbe il sano sviluppo del corpo. Prima della "rivoluzione sessuale" degli anni sessanta, molti medici credevano che numerose patologie mentali e fisiche degli uomini fossero causate primariamente da perdita di nutrienti attraverso l'eiaculazione e che la conservazione dello sperma migliorasse la salute, la vitalità e la prestanza intellettuale. Questo si applicava anche alla masturbazione, che alcuni ritenevano potesse condurre all'incontinenza notturna e alla pelosità del palmo delle mani.
Raymond W. Bernard, nel saggio intitolato La scienza scopre il valore fisiologico della continenza (1957) affermava:
(Raymond W. Bernard, La scienza scopre il valore fisiologico della continenza)

### La ricerca moderna sull'astinenza
A partire dal 1957, nessun effetto negativo è stato osservato in relazione ad una frequente attività sessuale, mentre molti studi hanno dimostrato consistenti vantaggi in termini di salute. Uno studio suggerisce che la frequente eiaculazione possa portare ad un minore rischio di cancro alla prostata. Inoltre, numerosi studi indicano che l'eccessiva repressione dell'istinto sessuale conduce ad un aumento del livello generale di aggressività di una data società. Ad esempio, lo psicologo J.M. Prescott, in una ricerca interculturale pubblicata sul The Bulletin of Atomic Scientists (1975), affermò che le culture che proibivano il sesso prematrimoniale erano piagate da atti di violenza e tendevano ad avere maggiori tassi di criminalità e di violenza. Prescott individuò una relazione fra repressione sessuale e aggressività, insensibilità, comportamenti criminali e una maggiore probabilità di uccidere e torturare i nemici.
Nel 1997, la rivista Forbes riferì di "uno dei più credibili studi che correlava in particolare la salute con la frequenza dei rapporti sessuali". La Queens university di Belfast aveva infatti seguito la mortalità di circa 1000 uomini di mezza età in un periodo di dieci anni. Lo studio, pubblicato nel 1997 nel British Medical Journal, riscontrò che "gli uomini che avevano avuto la più alta frequenza di orgasmi, godevano di un tasso di mortalità dimezzato rispetto ai meno attivi sessualmente". Lo studio citava a sua volta altre ricerche, che mostravano come copulare almeno poche volte a settimana può essere associato con aumento delle capacità olfattive, ridotto rischio di cardiopatie, perdita di peso e in generale benessere fisico, riduzione della depressione (nelle donne), maggiore serenità, riduzione di raffreddori e stati febbrili, miglioramento del controllo della funzione della vescica, dentatura più sana e migliore funzionamento della prostata. La ricerca citava uno studio pubblicato dal British Journal of Urology International, che indicava come gli uomini nell'arco di 20 anni possono ridurre di circa un terzo le probabilità di incorrere in un cancro della prostata, eiaculando almeno cinque volte a settimana.

## Castità e religioni
La castità è una virtù praticata dai fedeli di molte religioni, come i cristiani e i musulmani. Prevede generalmente l'astinenza dal sesso per chi non è sposato oppure la fedeltà al proprio sposo. In molte religioni, alcuni gruppi di persone devono rispettare il celibato, astenersi completamente dal sesso e restare celibi o nubili. Fra questi gruppi vi sono i monaci, le suore e i preti della maggior parte delle confessioni cristiane. Per i cattolici, tutti sono chiamati alla castità sia chi abbia contratto il matrimonio, sia chi non l'abbia contratto, sia chi appartiene ad un ordine religioso. La castità dimostra il rispetto per il prossimo e per la sua dignità, specialmente in un contesto sessuale. Il sesso con il proprio sposo non è contrario alla castità, finché la coppia è aperta all'accoglienza di eventuali figli; in quest'ottica, i contraccettivi violano la vera castità.
Nel Cristianesimo, il rapporto sessuale è riferito sempre al contesto del matrimonio; di conseguenza, si presuppone l'astinenza da parte delle persone non sposate. Ma per gli sposi, l'apostolo Paolo scrive che non dovrebbero privarsi l'uno dell'altro, eccetto per il tempo della preghiera individuale.
L'Ebraismo ortodosso proibisce i rapporti fuori dal matrimonio (chiamati zenuth o promiscuità), ma non prevede l'astinenza per particolari gruppi di persone. Infatti, praticamente ci si aspetta che gli uomini che ricoprono ruoli religiosi, ad esempio i rabbini, siano sposati. L'astinenza si pratica durante le mestruazioni e durante la settimana dopo la fine del ciclo (legge di niddah), come nel periodo successivo al parto.
Anche l'Islam proibisce i rapporti fuori dal matrimonio; tuttavia, mantenere il celibato come atto di pietà è fortemente scoraggiato e il matrimonio per tutti quelli che sono idonei è fortemente spronato. Analogamente all'ebraismo, l'astinenza è praticata durante le mestruazioni. L'astinenza sessuale è praticata anche dall'alba al tramonto durante il digiuno di ramadan e durante altri giorni di digiuno.
La tradizione induista del Brahmacharya pone un'enfasi particolare sull'astinenza sessuale come mezzo per indirizzare l'energia del corpo e della mente verso l'obiettivo della realizzazione spirituale. Negli uomini, il seme (detto veerya) è considerato sacro, e la sua preservazione, fatta eccezione per l'uso procreativo, e conversione nella più grande energia della vita (detta ojas) è considerata essenziale per lo sviluppo di più elevate capacità intellettuali e spirituali.
Nella tradizione Vedānta dell'Induismo, il Brahman (l'essere infinito) è considerato come il vero Sé del tutto, e la personalità ego-centrata come un sé di minore importanza. La condizione nella quale una persona è centrata sull'Io anziché sul Sé, è considerata come generatrice di ignoranza, la quale scatena problemi sia nel mondo sia nella vita individuale di questa persona. Tutti i desideri connessi alla soddisfazione individuale sono perciò considerati fondati sull'ignoranza, giacché il vero Sé pervade il tutto, e quindi è senza desiderio per altro che non sia Sé stesso.
La maggior parte delle tradizioni spirituali condivide la visione secondo cui gli uomini sono essenzialmente esseri spirituali, e ritiene che un'eccessiva indulgenza nei confronti dei piaceri fisici e dei sensi allontana l'uomo dalla conoscenza spirituale di sé stesso.
Nel Buddismo, legarsi alle cose effimere è considerata una delle maggiori cause di sofferenza. Il sesso è evidentemente la fonte del più resistente nesso con il mondo delle apparenze, del divenire, che un essere umano può stabilire. Perciò, nel buddismo, il celibato è considerato essenziale per ottenere il Nirvana, ovvero la liberazione dalle sofferenze.

## Movimenti moderni per l'astinenza
L'astinenza è raccomandata come metodo per evitare la gravidanza e le malattie sessualmente trasmissibili. Senza contatto sessuale, è impossibile concepire un figlio (se non con l'inseminazione artificiale). Evitando l'esposizione degli organi genitali ad altre persone, si evita anche la trasmissione sessuale di molte malattie. Si noti, comunque, che molte di queste malattie possono essere trasmesse per altra via.
Alcune malattie sessualmente trasmissibili (come il condiloma acuminato dovuto al virus del papilloma umano) sono trasmesse attraverso lo sfregamento della pelle e non possono essere prevenute usando un preservativo. Inoltre, alcuni non considerano il sesso orale o altre pratiche come violazioni dell'astinenza. Uno studio afferma che il 55% degli studenti dei college che dichiarava di praticare l'astinenza sessuale, ricorreva al sesso orale. Molte di queste pratiche possono trasmettere le malattie sessualmente trasmissibili.
Comunque, alcuni critici notano che molti programmi educativi di astinenza prevedono informazioni, che sebbene veritiere, sono fuorvianti. Ad esempio, molti programmi esagerano i rischi del sesso orale; il rischio di esposizione all'HIV attraverso la saliva è significativamente minore del contatto con il seme. Inoltre, l'HIV ha molte più probabilità di essere trasmesso attraverso la saliva quando il soggetto è già affetto da un'altra malattia sessualmente trasmissibile, come la sifilide. Studi epidemiologici provenienti dall'Africa sub-sahariana, dall'Europa e dall'America settentrionale affermano che il rischio di contrarre l'HIV in presenza di un'ulcera genitale, come quelle causate dalla sifilide, è circa quattro volte maggiore.
Molti critici dei programmi di promozione dell'astinenza sostengono che questi programmi non costituiscono un metodo efficace per diminuire l'occorrenza di malattie e di gravidanze indesiderate. Mentre i sostenitori dell'astinenza affermano che l'astinenza sia l'unico metodo di controllo delle nascite con un'efficacia del 100% di successo, i detrattori controbattono che l'astinenza è efficace al 100% solo se utilizzata perfettamente, mentre la natura umana porta nella pratica ad un alto tasso di errore.
La gravidanza può anche essere evitata mediante l'astinenza selettiva. Questo metodo è conosciuto anche come riconoscimento della fertilità. Per essere efficace, i partner devono astenersi dal sesso per un periodo sufficiente per assicurarsi che gli spermatozoi (che hanno una vita di 5-6 giorni) non possano fecondare un ovulo (che ha una vita di 48 ore). Ci sono molti tipi di riconoscimento della fertilità. I metodi di osservazione, come il metodo sintotermico possono raggiungere un tasso di errore per l'uso corretto dell'1% all'anno, con un periodo di astinenza di due settimane.
Secondo il WHO, questo metodo ha una percentuale di fallimento del 25%.
Organizzazioni come il SIECUS hanno sviluppato programmi dedicati all'astinenza esclusiva basati sul timore, e creati con lo scopo di controllare il comportamento sessuale giovanile instillando paura, vergogna e senso di colpa. Judith Levine ha descritto una tendenza quasi spontanea, tipica degli educatori propensi all'astinenza, nel graduare i loro messaggi: "Come la pubblicità, che è costretta ad aumentare il suo potere seduttivo per contrastare altri messaggi pubblicitari, così l'educazione all'astinenza deve mostrare il sesso in modo sempre più terrificante, e la castità, nel contempo, in modo sempre più dolce."Harmful to Minors, p. 108).
In contrasto con queste critiche, il governo federale americano ha di fatto messo al centro delle politiche di educazione sessuale negli USA l'astinenza, cosicché gli oppositori frequentemente sostengono che l'educazione all'astinenza è accettabile solo se combinata con altri metodi, come l'educazione all'uso del preservativo e la facile reperibilità degli stessi. Molte nazioni dell'Europa occidentale adottano misure di più ampio respiro; in contrasto con la centralità del tema negli USA, in Europa l'astinenza è molto discussa come misura educativa
Un programma federale promosso dal governo USA, basato esclusivamente sull'astinenza, fu promosso nel 1981 per scoraggiare il sesso prematrimoniale e le gravidanze non desiderate. In ogni caso, recenti studi hanno dimostrato l'inefficacia di tale programma. Un altro progetto, proposto dal partito democratico e da rappresentanti del partito repubblicano, per sostenere un'educazione sessuale appropriata alle varie età, si è concentrato sull'offrire ai giovani informazioni sulla salute sessuale basate su concetti scientifici, così che essi possano prendere decisioni ponderate sulla loro sessualità.
Nel 2006, il presidente George W.Bush decise l'allargamento dei programmi per adulti e adolescenti a favore dell'astinenza, introducendo progetti per incoraggiare gli adulti non sposati a mantenersi in astinenza fino al matrimonio.
Sostenitori e ricercatori favorevoli alla pianificazione familiare denunciarono questi progetti come irrealistici, a causa dell'aumento dell'età del primo matrimonio negli USA.

### Popolarità ed efficacia
L'insorgere dell'AIDS ha aiutato a ristabilire l'equilibrio circa una visione favorevole all'astinenza. Comunque, un sondaggio di 13 programmi americani di astinenza sessuale che coinvolgono più di 15.000 persone dimostrò che i soggetti proseguono comportamenti sessuali a rischio. Attualmente, si dibatte su quale sia il significato di astinenza sessuale: è astinenza dal rapporto sessuale o da qualsiasi comportamento sessuale? Movimenti come "True Love Waits" ("il vero amore può aspettare") in America, che richiede ai teenager di astenersi dal sesso prematrimoniale, hanno molte adesioni, ma i sondaggi sul comportamento sessuale evidenziano una maggiore diffusione del sesso orale.
L'efficacia dei programmi e dei movimenti di astinenza è dibattuta. Lo studio "Promising the Future: Virginity Pledges and First Intercourse" di Peter Bearman e Hanna Brückner ha esaminato la relazione tra l'impegno alla verginità e il primo rapporto sessuale:
(Peter S. Bearman e Hannah Brückner)
Gli effetti osservati in questo studio (e nel seguente) possono essere spiegati come mere correlazioni: gli adolescenti che sentono il desiderio di far parte di un movimento per la verginità è più probabile che rimangano in astinenza per varie ragioni ed è meno probabile che abbiano una buona conoscenza della contraccezione. Le critiche all'educazione esclusiva all'astinenza citano studi che mostrano come gli adolescenti che si impegnano alla verginità hanno le stesse probabilità di copulare, ma meno probabilità di farlo con l'adeguata protezione. Comunque, anche questi studi mostrano che l'età del primo rapporto per chi si impegna alla verginità è più alta rispetto al resto del campione. Alcuni studi hanno mostrato che i programmi scolastici di astinenza hanno in realtà prodotto un aumento delle gravidanze.